# Joseph Soueif
Joseph Soueif (* 14. Juli 1962 in Chekka, Libanon) ist ein libanesischer maronitischer Geistlicher und Erzbischof von Tripoli.

## Leben
Joseph Soueif wurde in der libanesischen Stadt Chekka geboren und wuchs im Nord-Libanon, im Distrikt Batrun mit dem gleichnamigen Hauptort Batrun, auf. Zum Priester wurde Souif mit fünfundzwanzig Jahren am 3. September 1987 geweiht. 1997 wurde er zum Generalsekretär der Bischöflichen Liturgischen Kommission in Tripoli ernannt, in dieser Funktion verantwortete er auch die Vorbereitung der liturgischen Texte für den Besuch von Papst Johannes Paul II. im Mai 1997.
Die Ernennung zum Erzbischof der Erzeparchie Zypern erfolgte am 29. Oktober 2008. Die Bischofsweihe spendete ihm der maronitische Patriarch von Antiochien und des Ganzen Ostens, Nasrallah Boutros Sfeir, am 6. Dezember 2008. Mitkonsekratoren waren die Erzbischöfe Boutros Gemayel und Georges Bou-Jaoudé.
Papst Franziskus ernannte ihn am 11. Oktober 2018 zusätzlich zum Apostolischen Visitator für die in Griechenland lebenden maronitischen Gläubigen. Zeitweise war er zudem Vizepräsident von Caritas Internationalis.
Am 1. November 2020 ernannte ihn Patriarch Béchara Pierre Kardinal Raï im Einvernehmen mit der Synode der maronitischen Kirche und dem Heiligen Stuhl zum Erzbischof von Tripoli. Die Amtseinführung fand am 6. Dezember desselben Jahres statt.